# Sebastian Edathy

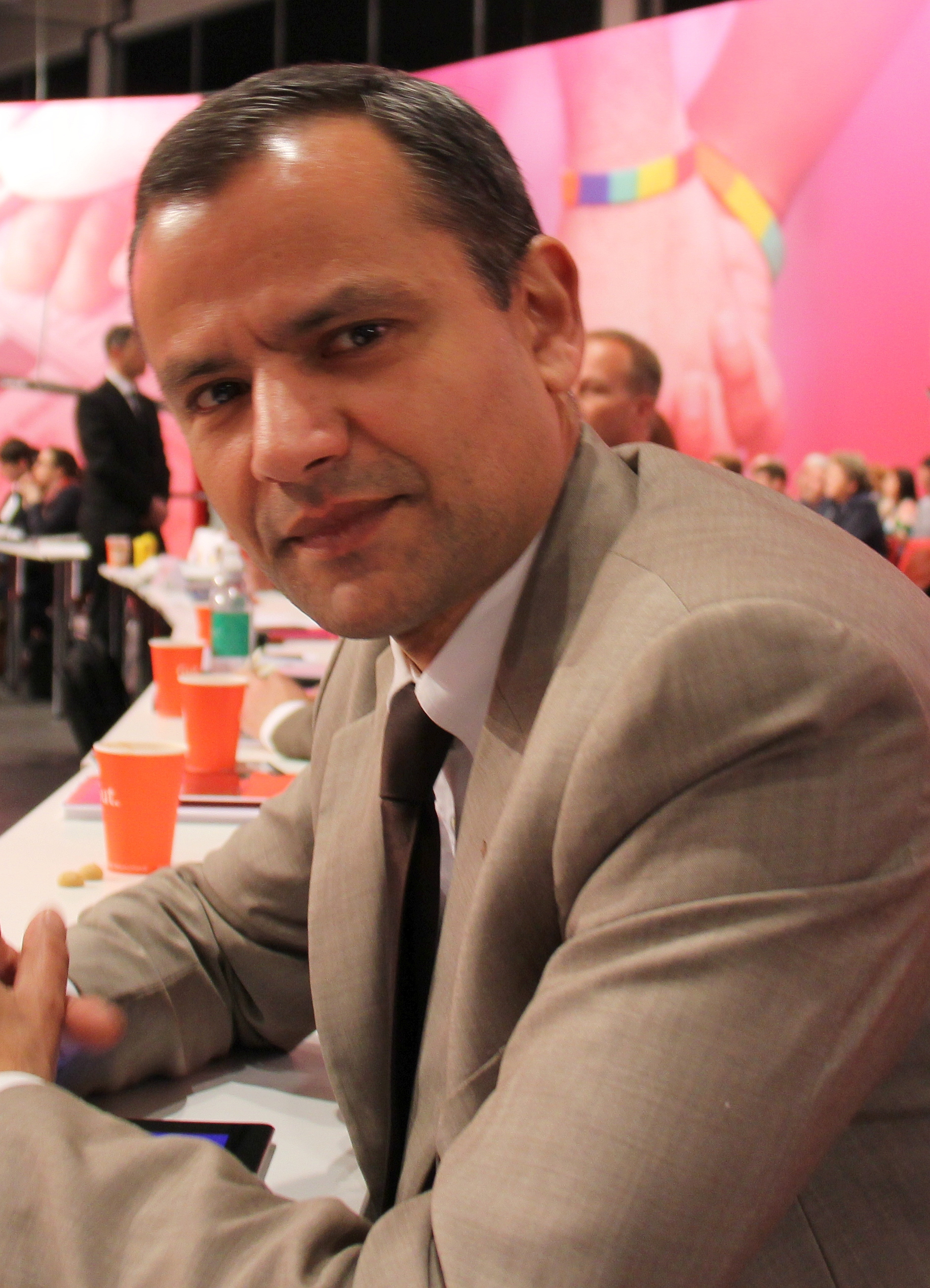
Sebastian Edathy (2013)

Sebastian Edathy (* 5. September 1969 in Hannover als Sebastian Edathiparambil) ist ein ehemaliger deutscher Politiker (SPD). Er gehörte von 1998 bis 2014 dem Deutschen Bundestag an. Dort war er von 2005 bis 2009 Vorsitzender des Innenausschusses und von 2009 bis 2013 Mitglied des Rechtsausschusses. Ab 2012 leitete er den Bundestagsuntersuchungsausschuss zur Terrorgruppe NSU. Mit Erklärung vom 6. Februar 2014 legte er sein Mandat nieder, kurz vor dem Bekanntwerden der behördlichen Ermittlungen gegen ihn aufgrund des Verdachts, sich kinderpornografisches Material beschafft zu haben. Der Fall löste die Edathy-Affäre aus.

## Leben
Edathy wurde in Hannover als Sohn des aus Kerala in Indien stammenden evangelischen Pfarrers Mathew Edathiparambil und dessen deutscher Frau geboren. Nach dem Abitur im Jahr 1989 am Gymnasium Stolzenau leistete Edathy den Zivildienst ab und absolvierte anschließend ein Studium der Soziologie und der deutschen Sprachwissenschaft an der Universität Hannover, das er als Magister Artium beendete. Er zog während der Edathy-Affäre von Rehburg-Loccum nach Nordafrika und war im Jahr 2016 mit einem Hotelmanager liiert.

## Politische Laufbahn
Seit dem Jahr 1990 ist Edathy Mitglied der SPD. In den Jahren 1993 bis 1995 war er Vorsitzender der Jusos im Landkreis Nienburg. Seit 1993 gehörte er dem Vorstand des SPD-Unterbezirks Nienburg an. Edathy war von 1990 bis 1993 Mitarbeiter der niedersächsischen Landtagsabgeordneten Bärbel Tewes und von 1993 bis 1998 persönlicher Referent des Bundestagsabgeordneten Ernst Kastning.

### Bundestagsabgeordneter
Von 1998 bis zum 10. Februar 2014 war Edathy Mitglied des Deutschen Bundestages. Edathy ist stets als direkt gewählter Abgeordneter des Wahlkreises Nienburg II – Schaumburg in den Bundestag eingezogen. Bei der Bundestagswahl 2013 erreichte er dort 44,64 % der Erststimmen (1998: 51,8 %, 2002: 53,9 %, 2005: 51,6 %, 2009: 41,39 %).
Im Bundestag gehörte er seit 2000 dem Vorstand der SPD-Bundestagsfraktion an. In den Jahren 2000 bis 2005 war er Sprecher der „Arbeitsgruppe Rechtsextremismus“ der SPD-Fraktion. Er gehörte dem Netzwerk Berlin an. Im 16. Bundestag (2005–2009) war Edathy Vorsitzender des Innenausschusses und im 17. Bundestag Mitglied des Rechtsausschusses. Seit 1998 war er Mitglied des parlamentarischen Beirates des Volksbundes Deutsche Kriegsgräberfürsorge. Von 2003 bis 2007 und 2009 bis 2011 war er Vorsitzender der deutsch-indischen Parlamentariergruppe, von 2007 bis 2009 leitete er die deutsch-südasiatische Parlamentariergruppe (zuständig für Afghanistan, Pakistan, Nepal, Bangladesch und Sri Lanka).
Von 2010 bis 2011 war Edathy stellvertretender Vorsitzender des 1. Untersuchungsausschusses „Gorleben“ und Mitglied der SPD-Arbeitsgruppe „Gorleben“ in der SPD-Bundestagsfraktion.
Von Januar 2012 an war Edathy Vorsitzender des 2. Untersuchungsausschusses des 17. Deutschen Bundestages „Terrorgruppe Nationalsozialistischer Untergrund“ und Mitglied der entsprechenden Arbeitsgruppe der SPD-Bundestagsfraktion. Der Ausschuss untersuchte die neonazistischen Verbrechen der mutmaßlichen Terrorzelle Nationalsozialistischer Untergrund und das Versagen der Sicherheitsbehörden bei der Aufklärung und Verhinderung der Verbrechen. Dabei erwarb sich Edathy großes Ansehen, wie unter anderen Mariam Lau urteilte; die dortige intensive Arbeit „mit kalter Brillanz und beherrschter Leidenschaft“ sei sein „Meisterstück“ gewesen, indem er „akribisch [und] gnadenlos“ in Befragungen das Versagen der Beamten offenlegte. Er wurde dafür 2013 mit dem Genç-Preis geehrt.
Mit Erklärung vom 6. Februar 2014 teilte Edathy dem Präsidenten des Deutschen Bundestages mit, er lege aus gesundheitlichen Gründen sein Bundestagsmandat nieder. Dies bestätigte der Bundestagspräsident am 10. Februar 2014; erst dadurch wurde der Verzicht wirksam (§ 47 Abs. 3 Satz 1 BWahlG), so dass seine Immunität (Art. 46 Abs. 2 GG) noch bis zu diesem Tag fortdauerte. Die Verwaltung des Deutschen Bundestages teilte Edathy den korrekten Tag seines Ausscheidens – nachdem der Präsident des Deutschen Bundestages sich zunächst fehlerhaft auf den 6. Februar 2014 bezogen hatte – erst am 8. Mai 2014 mit. Für ihn rückte Gabriele Groneberg in den Bundestag nach.

## Politische Positionen
Im August 2008 bezeichnete Edathy in einem Interview mit der Zeitung Die Welt die Vorstellungen der CDU zur Ausgestaltung des Staatsbürgerschaftsrechts als von „Biologismus und völkischer Ideologie“ geprägt. In der Debatte um das sogenannte Optionsmodell hatten sich mehrere Unionspolitiker für die Wiedereinführung der alleinigen Geltung des Abstammungsprinzips (lateinisch ius sanguinis) ausgesprochen. Erst im Jahr 2000 war das Staatsbürgerschaftsrecht mit der Einführung des Geburtsortsprinzips (lateinisch ius soli) ergänzt worden. Edathy spielte damit auf ein Erstarken völkischen Denkens in konservativen Kreisen nach der Gründung des Deutschen Reiches in der zweiten Hälfte des 19. Jahrhunderts an.
Als Folge seiner Äußerung forderte die christdemokratische Bundestagsabgeordnete Kristina Schröder den Rücktritt Edathys als Vorsitzender des Innenausschusses; gleichzeitig ging ein Protestschreiben der Union an SPD-Fraktionschef Peter Struck. Edathy erklärte seine Vorwürfe gegen die Union Anfang September 2008 in der Leipziger Volkszeitung. Völkisches Denken habe seine Wurzeln in der deutschen konservativen Politik des 19. Jahrhunderts, habe jedoch zuvor nicht als Leitmotiv für Fragen des Staatsangehörigkeitsrechtes Verwendung gefunden.

## Kontroversen

### Vermeintliche Urheberrechtsverletzung
Im September 2011 wurde bekannt, dass Edathy auf seiner Facebook-Seite Hinweise eines Benutzers auf mögliche Urheberrechtsverletzungen durch das Präsentieren von Fotos verschiedener Politiker auf seiner Facebook-Seite mit den Worten „verklagen Sie mich doch“ und schließlich mit „Sie können mich mal kreuzweise“ beantwortet hatte. Die Onlineausgabe der Zeitschrift Journalist sowie weitere Medien kritisierten sein Vorgehen. Edathy lehnte eine Entschuldigung ab, kündigte aber an, „zukünftig auf Fotos Dritter zu verzichten“.

### Edathy-Affäre
Am 10. Februar 2014 durchsuchten Polizei und Staatsanwaltschaft Hannover die Wohnungen und Büros Edathys in Anwesenheit informierter Zeitungsreporter. Das geschah auf der Grundlage eines Amtsgerichtsbeschlusses vom 10. Februar, welcher in der Folge nach Beschwerden von Edathy durch alle übergeordneten Instanzen bis hin zum Bundesverfassungsgericht in seiner Rechtmäßigkeit bestätigt wurde. Die Staatsanwaltschaft teilte vier Tage später mit, Edathy habe Material im „Grenzbereich zu dem, was Justiz unter Kinderpornografie versteht,“ über das Internet bestellt. Das Bundeskriminalamt stufte in einer ersten Auswertung das Material nicht als eindeutig kinderpornografisch ein. Bereits im Oktober 2013 hatte das BKA das von Edathy online bestellte Material als „strafrechtlich irrelevant“ eingestuft. Edathy stellte den Erwerb und Besitz kinderpornografischer Materialien stets in Abrede.
Im Februar 2014 wurde bekannt, dass im Oktober 2013 der damalige Bundesinnenminister Hans-Peter Friedrich (CSU) den SPD-Vorsitzenden Sigmar Gabriel über die Vorwürfe gegen Edathy informiert hatte. Am 14. Februar 2014 trat Friedrich deshalb vom Amt des Bundeslandwirtschaftsministers zurück. Der Parteivorstand der SPD beschloss am 17. Februar 2014 die Mitgliedsrechte Edathys ruhen zu lassen. Sigmar Gabriel erklärte, „unabhängig von strafrechtlicher Relevanz“ seien Vorstand und Präsidium „fassungslos“ darüber, dass Edathy Nacktbilder von Jugendlichen erworben habe. Das sei „unvereinbar mit der Mitgliedschaft im Deutschen Bundestag und passt nicht zur Sozialdemokratischen Partei Deutschlands“. Die SPD-Schiedskommission in Hannover ordnete für die Dauer der Ermittlungen an, ein eingeleitetes Parteiausschlussverfahren ruhen zu lassen. Edathy erklärte, mehrere Morddrohungen erhalten zu haben und daher vorerst nicht nach Deutschland zurückkehren zu wollen.
Anfang Mai 2014 legte das Landeskriminalamt Niedersachsen den Abschlussbericht der Staatsanwaltschaft Hannover vor, der nach Informationen der Süddeutschen Zeitung bestätige, dass Edathy in mehreren Fällen im November 2013 strafbares kinderpornografisches Material mittels seines Dienstlaptops über den Server des Deutschen Bundestages per Internet abgerufen habe. Bei der Hausdurchsuchung seien Hefte mit jugendpornografischen Bildern sowie eine CD mit jugendpornografischen Videos aufgefunden worden. Dabei handelt es sich nicht um Bestellungen bei dem kanadischen Internet-Anbieter azovfilms, die nicht Teil der Ermittlungen waren.
Am 17. Juli 2014 klagte die Staatsanwaltschaft Hannover Edathy wegen des Besitzes von kinderpornografischen Fotos und Videos beim Landgericht Verden an. Eine Verfassungsbeschwerde Edathys gegen die Durchsuchung seiner Wohnung am 10. Februar 2014 trotz seiner fortbestehenden Immunität wurde im August 2014 von der 3. Kammer des Bundesverfassungsgerichts nicht zur Entscheidung angenommen, da Edathy sowohl die Fehlerhaftigkeit des Vorgehens der Justiz als auch die Fehleinschätzung des Präsidenten des Deutschen Bundestages „ohne weiteres“ habe erkennen können und „rügen müssen“. Das Landgericht Verden ließ am 14. November 2014 die Anklage der Staatsanwaltschaft Hannover zu und setzte den ersten Hauptverhandlungstermin auf den 23. Februar 2015 fest.
Am 18. Dezember 2014 erklärte Edathy vor dem zu seiner Angelegenheit gegründeten Untersuchungsausschuss des Deutschen Bundestages unter der Leitung von Eva Högl (SPD), dass Jörg Ziercke (SPD) im Amt des Präsidenten des deutschen Bundeskriminalamts (BKA) die Informationsquelle seines Informanten Michael Hartmann (SPD) gewesen sei, der ihn vor drohenden Durchsuchungen gewarnt habe.
Am 2. März 2015 räumte Edathy in einer Prozesserklärung seines Anwalts ein, „die Vorwürfe“ träfen zu; er habe „einen Fehler gemacht“ und „bereue“ dies. Das Gerichtsverfahren wurde aufgrund dieser „geständigen Einlassung“ gemäß § 153a StPO gegen Zahlung von 5000 Euro eingestellt. Er ist aufgrund fehlender Verurteilung nicht vorbestraft. Edathy betonte jedoch im Anschluss, dass es sich nicht um ein Geständnis gehandelt habe.
Nachdem der Bundesvorstand der SPD am 24. März 2015 Edathys Parteiausschluss gefordert hatte, erklärte er, die Partei nicht freiwillig verlassen zu wollen. Am 1. Juni 2015 beschloss das SPD-Parteischiedsgericht im Bezirk Hannover, Edathys Mitgliedschaft für drei Jahre ruhen zu lassen; zu einem Ausschluss kam es nicht. Die Bundespartei und Edathy riefen die Bundesschiedskommission der SPD an, mit der er sich am 12. Februar 2016 darauf einigte, seine Mitgliedschaft fünf Jahre lang ruhen zu lassen, während im Gegenzug von Seiten der Partei kein strafrechtlicher „Unrechts- oder Schuldvorwurf“ mehr erhoben wurde.

## Schriften
- „Was alle betrifft, muss von allen beschlossen werden“ – Warum die Einführung des allgemeinen kommunalen Ausländerwahlrechts verfassungsrechtlich machbar und integrationspolitisch notwendig ist. In: Marvin Oppong (Hrsg.): Migranten in der deutschen Politik. VS Verlag für Sozialwissenschaften, Wiesbaden 2011, ISBN 978-3-531-17057-2, S. 25–31, doi:10.1007/978-3-531-93316-0_2.
- mit Bernd Sommer: Die zwei Gesichter des Rechtsextremismus in Deutschland – Themen, Machtressourcen und Mobilisierungspotentiale der extremen Rechten. In: Stephan Braun, Alexander Geisler, Martin Gerster (Hrsg.): Strategien der extremen Rechten. Hintergründe – Analysen – Antworten. VS Verlag für Sozialwissenschaften, Wiesbaden 2009, ISBN 978-3-531-15911-9, S. 45–57, doi:10.1007/978-3-531-91708-5_3.
- Mehr Demokratie und mehr Teilhabe. Pfeiler sozialdemokratischer Innenpolitik im 21. Jahrhundert. In: Matthias Platzeck, Peer Steinbrück, Frank-Walter Steinmeier (Hrsg.): Auf der Höhe der Zeit. Soziale Demokratie und Fortschritt im 21. Jahrhundert. Vorwärts-Buch, Berlin 2007, ISBN 978-3-86602-629-2, S. 247–251, der Höhe der Zeit – Archiv (PDF; 54 kB).
- Der Feldforscher – Frank Jansen. In: Maybrit Illner, Hajo Schumacher (Hrsg.): Schmierfinken. Politiker über Journalisten. Heyne, München 2009, ISBN 978-3-453-62037-7, S. 34–38.
- „Wo immer auch unsere Wiege gestanden hat“. Parlamentarische Debatten über die deutsche Staatsbürgerschaft 1870–1999 (= ZwischenWelten. Theorien, Prozesse und Migrationen. Band 5). IKO – Verlag für Interkulturelle Kommunikation, Frankfurt am Main 2000, ISBN 3-88939-369-1.